# ناثانيل مور
ناثانيل مور (بالإنجليزية: Nathaniel Moore)‏ هو لاعب غولف أمريكي، ولد في 25 يناير 1884 في شيكاغو في الولايات المتحدة، وتوفي بنفس المكان في 9 يناير 1910.

## وصلات خارجية
- ناثانيل مور على موقع أوليمبيديا (الإنجليزية)